# Tore Carlsson
Tore Carlsson, en svensk friidrottare (häcklöpning och mångkamp), som tävlade för Arvika IS. Han vann SM-guld i stående längdhopp år 1934 med ett hopp på 3,21 meter.